# Ліснівська сільська рада
Лісні́вська сільська́ ра́да — адміністративно-територіальна одиниця та орган місцевого самоврядування в Сакському районі Автономної Республіки Крим. Адміністративний центр — село Ліснівка.

## Загальні відомості
- Населення ради: 5 282 особи (станом на 2001 рік)

## Населені пункти
Сільській раді підпорядковані населені пункти:
- с. Ліснівка
- с. Володимирівка
- с. Гаршине
- с. Куликівка
- с. Прибережне

## Склад ради
Рада складалася з 30 депутатів та голови.
- Голова ради: Пушкарьов Олександр Олександрович
- Секретар ради: Мудрак Наталія Вікторівна

### Керівний склад попередніх скликань
| Прізвище, ім'я, по батькові       | Основні відомості                                                         | Дата обрання | Дата звільнення |
| --------------------------------- | ------------------------------------------------------------------------- | ------------ | --------------- |
| Марченко Микола Михайлович        | Сільський голова, 1953 року народження, безпартійний                      | 26.03.2006   | 01.05.2007      |
| Валіхов Анатолій Володимирович    | Сільський голова, 1951 року народження, безпартійний                      | 19.08.2007   | 31.10.2010      |
| Пушкарьов Олександр Олександрович | Сільський голова, 1963 року народження, освіта вища, член Партії регіонів | 31.10.2010   |                 |

Примітка: таблиця складена за даними сайту Верховної Ради України

### Депутати
За результатами місцевих виборів 2010 року депутатами ради стали:

#### За суб'єктами висування
| Суб'єкт висування | Кількість обраних депутатів | %    |
| ----------------- | --------------------------- | ---- |
| Партія регіонів   | 19                          | 63,3 |
| Самовисування     | 11                          | 36,7 |

#### За округами
| № округу        | Прізвище, ім'я, по батькові     | Дата визнання обраним | Освіта             | Партійна приналежність | Відомості про обраного депутата                                                         |
| --------------- | ------------------------------- | --------------------- | ------------------ | ---------------------- | --------------------------------------------------------------------------------------- |
| Партія регіонів |                                 |                       |                    |                        |                                                                                         |
| 1               | Єфремова Валентина Василівна    | 31.10.2010            | середня            | член Партії регіонів   | пенсіонер                                                                               |
| 2               | Кононов Олексій Іванович        | 31.10.2010            | вища               | член Партії регіонів   | Євпаторійський МО ГСО при ГУ МВС України в АРК, начальник відділу громадянської охорони |
| 3               | Шкребко Римма Вікторівна        | 31.10.2010            | вища               | член Партії регіонів   | приватний підприємець                                                                   |
| 5               | Вінокуров Олександр Іванович    | 31.10.2010            | вища               | член Партії регіонів   | приватний підприємець                                                                   |
| 7               | Кисіль Андрій Дмитрович         | 31.10.2010            | вища               | член Партії регіонів   | Прибережненський совхоз-технікум, агроном                                               |
| 8               | Долженко Алла Степанівна        | 31.10.2010            | вища               | член Партії регіонів   | фельдшерсько-акушерський пункт, с. Володимирівка, завідувачка                           |
| 9               | Вдовіна Олена Анатоліївна       | 31.10.2010            | вища               | позапартійна           | приватний підприємець                                                                   |
| 10              | Аніщенко Тетяна Миколаївна      | 31.10.2010            | вища               | член Партії регіонів   | Прибережненський аграрний коледж, викладач                                              |
| 12              | Фуркало Любов Самсонівна        | 31.10.2010            | середня            | член Партії регіонів   | пенсіонер                                                                               |
| 14              | Погребняк Микола Степанович     | 31.10.2010            | вища               | член Партії регіонів   | ЗАТ"ЄЗСМ", начальник служби безпеки                                                     |
| 15              | Мудрак Наталя Вікторівна        | 31.10.2010            | вища               | член Партії регіонів   | Ліснівська сільська рада, секретар                                                      |
| 16              | Вілл Олена Миколаївна           | 31.10.2010            | вища               | член Партії регіонів   | Ліснівська сільська рада, інспектор ВУС                                                 |
| 18              | Хаджиєв Віктор Дмитрович        | 31.10.2010            | вища               | член Партії регіонів   | пенсіонер                                                                               |
| 22              | Скачко Сергій Володимирович     | 31.10.2010            | вища               | член Партії регіонів   | приватний підприємець                                                                   |
| 23              | Гадомський Віктор Борисович     | 31.10.2010            | вища               | член Партії регіонів   | управління вет.медицини у Сакському районі, начальник                                   |
| 26              | Кеденко Петро Васильович        | 31.10.2010            | вища               | член Партії регіонів   | тимчасово не працює                                                                     |
| 27              | Кеденко Олександр Петрович      | 31.10.2010            | середня спеціальна | член Партії регіонів   | ВАТ"Укртелеком", електромонтер                                                          |
| 28              | Домерецька Світлана Анатоліївна | 31.10.2010            | середня спеціальна | член Партії регіонів   | санаторій ім. Пірогова, офіціантка                                                      |
| 30              | Кисіль Дар'я Андріївна          | 31.10.2010            | середня спеціальна | член Партії регіонів   | пенсіонер                                                                               |
| Самовисування   |                                 |                       |                    |                        |                                                                                         |
| 4               | Мізенко Володимир Васильович    | 31.10.2010            | вища               | позапартійний          | приватне підприємство, юрист                                                            |
| 6               | Аніщенко Інна Анатоліївна       | 31.10.2010            | вища               | позапартійна           | Кіровська ДПІ, юрисконсульт                                                             |
| 11              | Доненко Леонід Миколайович      | 31.10.2010            | вища               | позапартійний          | Сакська школа-ліцей, вчитель                                                            |
| 13              | Приходько Олександр Миколайович | 31.10.2010            | вища               | позапартійний          | приватний підприємець                                                                   |
| 17              | Аметов Асан Абрекович           | 31.10.2010            | вища               | позапартійний          | приватний підприємець                                                                   |
| 19              | Аблаєв Осман Сулейманович       | 31.10.2010            | вища               | позапартійний          | ТОВ «Фесем ЛТД», директор                                                               |
| 20              | Усеїнов Руслан Нурійович        | 31.10.2010            | середня спеціальна | позапартійний          | тимчасово не працює                                                                     |
| 21              | Тулова Юлія Федорівна           | 31.10.2010            | вища               | позапартійна           | Прибережненський аграрний коледж, викладач                                              |
| 24              | Шабанін Андрій Андрійович       | 31.10.2010            | середня            | позапартійний          | тимчасово не працює                                                                     |
| 25              | Усеїнов Рустем Нурійович        | 31.10.2010            | середня            | позапартійний          | тимчасово не працює                                                                     |
| 29              | Карасьов Ігор Олександрович     | 31.10.2010            | середня            | позапартійний          | тимчасово не працює                                                                     |